# Sangkir Indah
Sangkir Indah is een bestuurslaag in het regentschap Rokan Hulu van de provincie Riau, Indonesië. Sangkir Indah telt 1319 inwoners (volkstelling 2010).